# Tortula laevinervis
Tortula laevinervis är en bladmossart som beskrevs av Brotherus och Per Karl Hjalmar Dusén 1907. Tortula laevinervis ingår i släktet tussmossor, och familjen Pottiaceae. Inga underarter finns listade i Catalogue of Life.